# USS Los Angeles (ZR-3)
USS Los Angeles (ZR-3) (немецкое название LZ-126) — дирижабль жёсткой конструкции, построенный немецкой фирмой Zeppelin во Фридрихсхафене в 1923—1924 годах. В октябре 1924 года был доставлен в ВМС США. Над дирижаблем проводились испытания роли воздушного авианосца. Службу окончил в 1932 году.

## Конструкция
Дирижабль строили специально для ВМС США для замены первых цеппелинов, переданных США.
После Первой мировой войны Германии запретили строить военные дирижабли. Поэтому LZ-126 был построен как пассажирский дирижабль.
Корпус корабля стягивали 24-гранные кольцевые рамы. В хвостовой части они изменились на 8-стороннюю секцию. Каждый из пяти двигателей Maybach VL I V-12 располагали в отдельной мотогондоле.
Корабль имел внутренний киль. На моторах устанавливали толкающие винты, способные вращаться в обратном направлении.

## Поступление в ВМС США
27 августа 1924 LZ-126 прибыл в США.
По приезде дирижабль был несколько доработан, несущий газ был заменён на гелий. Так же на дирижабле была установлена система рекуперации воды, позволявшая получать водный балласт из выхлопных газов.
Командиром корабля стал Морис Р. Пирс.
Дирижабль совершал рейсы в Панаму, Коста-Рику, Бермудские острова.

## Авария
25 августа 1927 года, когда корабль стоял на мачте, его подхватил порыв ветра. Выше дирижабля собирался холодный воздух, поэтому, вместо того, чтобы вернуться в горизонтальное положение, хвост дирижабля продолжил подниматься, пока не завис под углом 85 градусов.
Дирижабль удалось вернуть в горизонтальное положение и повреждения не были критичными, но данный инцидент выявил недостаток высоких причальных мачт.

## Воздушный авианосец
В 1929 году дирижабль испытывали в роли авиаматки. На дирижабле была установлена трапеция (приспособление взлёта и посадки самолёта на корабль).
Опыт испытаний Лос Анджелеса позднее был использован для создания специализированных авианесущих дирижаблей Акрон и Мэйкон.

## Конец службы
Дирижабль вывели из эксплуатации в 1932 году из финансовых соображений. Однако, в 1933, после крушения Акрона, корабль был расконсервирован. Окончательно службу закончил в 1939 году.
Конец службы ZR-3 не был связан с крушением дирижабля.

## Фотогалерея
- Los Angeles (справа) в ангаре. 1924 год
- Прибытие в Лейкхерст